# Шовковиця червона
{{#ifeq:0|0|{{#if:Morus rubra|{{#if:|[[]}}|[[]]}}}}
Шовковиця червона (Morus rubra) — невелике листопадне дерево родини тутові, висотою до 20 метрів, з коричнево-бурою корою, шатроподібною кроною та з серцеподібним листям, батьківщина Північна Америка.

## Загальний опис

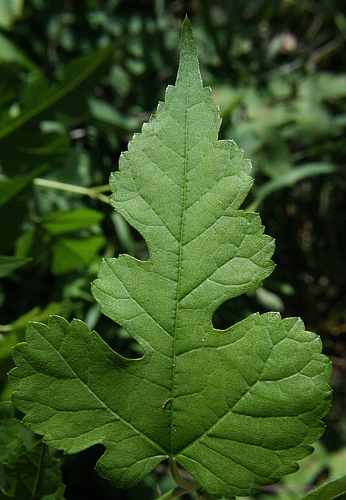
Листок Шовковиці червоної

Природний ареал — східна частина Північної Америки. Там вона росте від Онтаріо і Вермонта до Флориди, Техасу і Південної Дакоти. За основним показникам та іншим екологічним факторам аналогічна Шовковиці білої, проте по морозостійкості перевершує її. У культурі рідше, ніж біла, поширена на північ до Білорусі, бо в Санкт-Петербурзі підмерзає.
Також має декоративну форму: повстяну (лат. f. Tomentosa) — з біло-повстяними листям з нижньої сторони.